# 平線若鰺
平線若鰺（学名：Caranx ferdau），又稱印度平鰺，俗名為甘仔魚，為輻鰭魚綱鱸形目鱸亞目鰺科的其中一個種。

## 命名及分類
平線若鰺最初由瑞典博物學家彼得·福斯克斯（Peter Forsskål）於1775年根據從紅海取得的標本進行描述。他將這種物種命名為Scomber ferdau，隨著鰺科分類學的出現，這個物種首先轉移到Caranx屬，最後轉移到Carangoides屬，直到今天仍然存在。該物種在其最初命名後被獨立描述並命名多次，這與印度太平洋中的Carangoides orthogrammus混淆，造成復雜的同義詞歷史。這些後來的名字經常在屬之間轉移，然後最終確定Carangoides ferdau這個名稱。

## 分布
本魚分布在印度西太平洋區，包括紅海、東非、馬達加斯加、模里西斯、斯里蘭卡、印度、安達曼群島、馬爾地夫、日本、台灣、中國沿海、菲律賓、印尼、越南、馬來西亞、澳洲、所羅門群島、密克羅尼西亞、諾魯、馬里亞納群島、馬紹爾群島、薩摩亞群島、復活節島、加拉巴哥群島、夏威夷群島、法屬波里尼西亞、新喀里多尼亞等海域。该物种的模式产地在红海。

## 深度
水深0至60公尺。

## 特徵
本魚體呈橢圓形而側扁，體上部是藍綠色到黃綠色，下部為銀色，側線上下有十餘個金黃色橢圓形斑點，斑點均小於眼徑，成魚有五到六個暗色的垂直橫帶。胸鰭向後延長，可達第二背鰭第10軟條下方。第二背鰭前面10枚軟棘均延長，其長度恆大於臀鰭最長的鰭條。尾鰭為黃綠色，有深色的後緣和尖端，而腹鰭則有透明的白色，第2背鰭及臀鰭為淡黃綠色。第一背鰭有硬棘6至8枚；第二背鰭有硬棘1枚、軟條34至26枚。稜鱗數目在23至27枚之間。體長可達75公分，體重可達5公斤。

## 生態

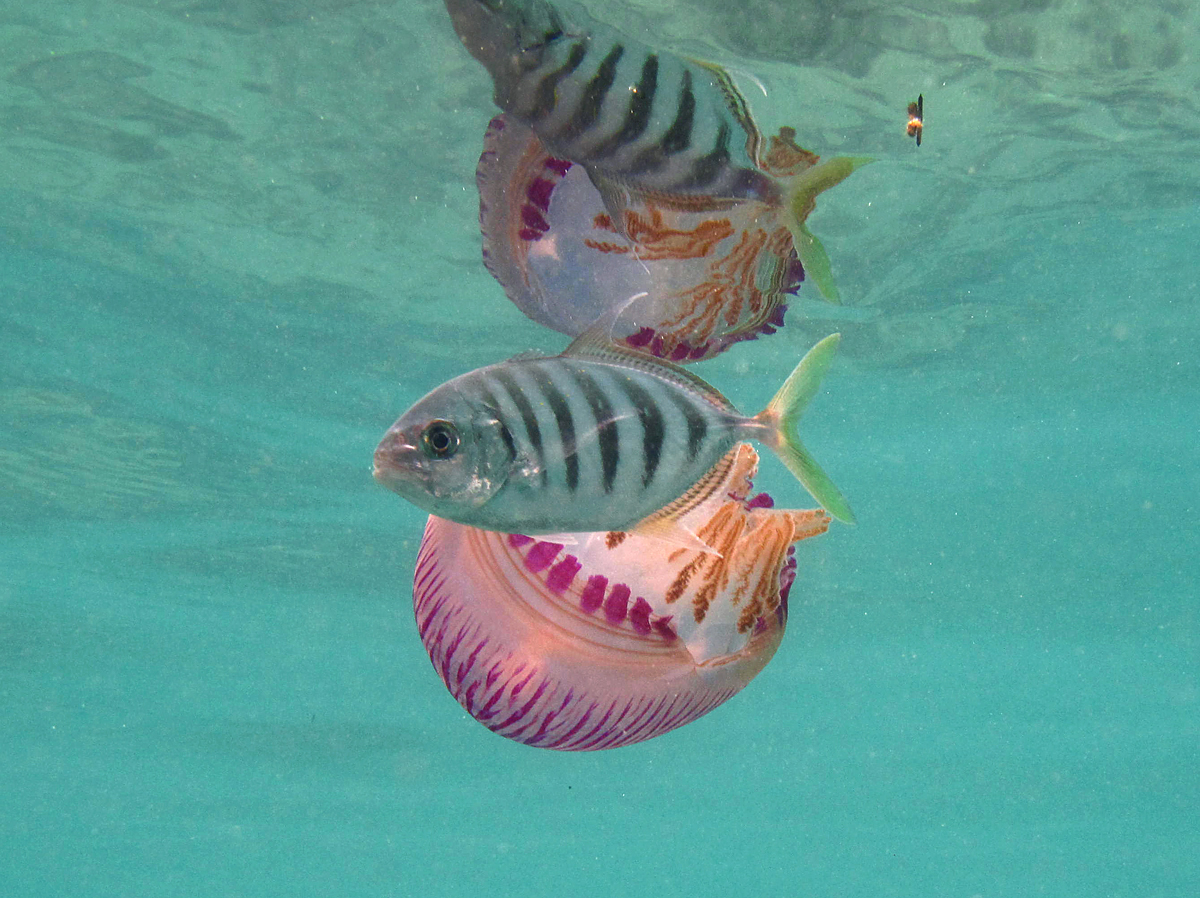
A young blue trevally with its jellyfish Thysanostoma loriferum.

本魚屬於高水溫型魚類，一般皆游於沿岸沙底質海域，成小群活動，屬肉食性，以小型甲殼類或魚類為食，在臺灣，幼魚出現在2月份，故推估繁殖期在去年12月，幼魚會躲藏在水母的觸手，以求保護。

## 經濟利用
在某些地區，產量豐富，為高價而美味的魚類，適合做生魚片或煮清湯，另本魚有雪卡魚毒之紀錄。